# Емајиги
Емајиги (ест. Emajõgi; рус. Омовжа; лет. Mētra) река је у Естонији која протиче централним делом округа Тартума. На естонском језику њено име има дословно значење „мајка река”. Свој ток започиње као отока језера Вирцјарв одакле тече у смеру истока и након око 100 km тока улива се у језеро Пејпси. Припада басену реке Нарве и Финског залива Балтичког мора. Са просечним протоком од око 70,1 m³/s река Емајиги се налази на другом месту у Естонији по количини воде, одмах после рке Нарве. Једина је естонска река која је пловна целом дужином свог тока. У Естонији се често назива и Велики Емајиги (ест. Suur Emajõgi) да би се разликовала од реке Мали Емајиги (ест. Väike Emajõgi) која се улива у језеро Вирцјарв.
Површина сливног подручја Емајигија је око 9.740 km². Укупан пад речног корита је свега 3,6 метра, док је просечан пад око 0,03 метара по километру тока. У првих тридесетак километара тока Емајиги тече кроз ниско и јако замочварено подручје, а сам ток одликује се бројним меандрима и широким плавним равницама. Обале су нешто издигнутије (и до 10 метара) у средњем делу тока, и поново у доњем делу тока протиче кроз замочварену равницу.
Најважније притоке су Ахја и Педја са Пилцамом. У средњем делу тока на њеним обалама се налази град Тарту.